# 善源寺町
善源寺町（ぜんげんじちょう）は、大阪府大阪市都島区にある町名。現行行政地名は善源寺町一丁目および善源寺町二丁目。

## 地理
大阪市都島区の西部に位置する。南は都島本通、東は都島北通、北は友渕町、西は旧淀川（大川）を挟んで北区長柄東にそれぞれ接する。

### 河川
- 旧淀川（大川）

## 歴史

### 地名の由来
中世にこの地域が善源寺荘という荘園があったためという説と、1907年（明治40年）まで当地に黄檗宗善源寺が存在していたことによるという説がある。

## 世帯数と人口
2019年（平成31年）3月31日現在の世帯数と人口は以下の通りである。
| 丁目           | 世帯数    | 人口    |
| -------------- | --------- | ------- |
| 善源寺町一丁目 | 459世帯   | 791人   |
| 善源寺町二丁目 | 2,672世帯 | 6,919人 |
| 計             | 3,131世帯 | 7,710人 |

### 人口の変遷
国勢調査による人口の推移。
| 1995年（平成7年）  | 1,580人 | [ 6 ]  |  |
| 2000年（平成12年） | 1,490人 | [ 7 ]  |  |
| 2005年（平成17年） | 1,403人 | [ 8 ]  |  |
| 2010年（平成22年） | 5,872人 | [ 9 ]  |  |
| 2015年（平成27年） | 7,433人 | [ 10 ] |  |

### 世帯数の変遷
国勢調査による世帯数の推移。
| 1995年（平成7年）  | 750世帯   | [ 6 ]  |  |
| 2000年（平成12年） | 725世帯   | [ 7 ]  |  |
| 2005年（平成17年） | 667世帯   | [ 8 ]  |  |
| 2010年（平成22年） | 2,380世帯 | [ 9 ]  |  |
| 2015年（平成27年） | 2,842世帯 | [ 10 ] |  |

## 学区
市立小・中学校に通う場合、学区は以下の通りとなる。なお、小学校・中学校入学時に学校選択制度を導入しており、通学区域以外に都島区の小学校・中学校から選択することも可能。
| 丁目           | 番                       | 小学校             | 中学校             |
| -------------- | ------------------------ | ------------------ | ------------------ |
| 善源寺町一丁目 | 全域                     | 大阪市立都島小学校 | 大阪市立都島中学校 |
| 善源寺町二丁目 | 1番、2番22～121号 3～8番 | 大阪市立都島小学校 | 大阪市立都島中学校 |
| 善源寺町二丁目 | その他                   | 大阪市立友渕小学校 | 大阪市立友渕中学校 |

## 事業所
2016年（平成28年）現在の経済センサス調査による事業所数と従業員数は以下の通りである。
| 丁目           | 事業所数  | 従業員数 |
| -------------- | --------- | -------- |
| 善源寺町一丁目 | 97事業所  | 668人    |
| 善源寺町二丁目 | 62事業所  | 662人    |
| 計             | 159事業所 | 1,330人  |

## 施設

### 教育機関
- 大阪市立都島工業高等学校
- 大阪市立都島第二工業高等学校

### 公園
- 桜之宮公園
  - 飛翔橋
- 善源寺公園
- 善源寺楠公園
- 善源寺霊園

### 社寺・史跡
- 心宗寺
- 櫻宮御旅所

### 企業
- ミルボン（本店・中央研究所）

### 商業
- 関西スーパー 善源寺店

## 交通

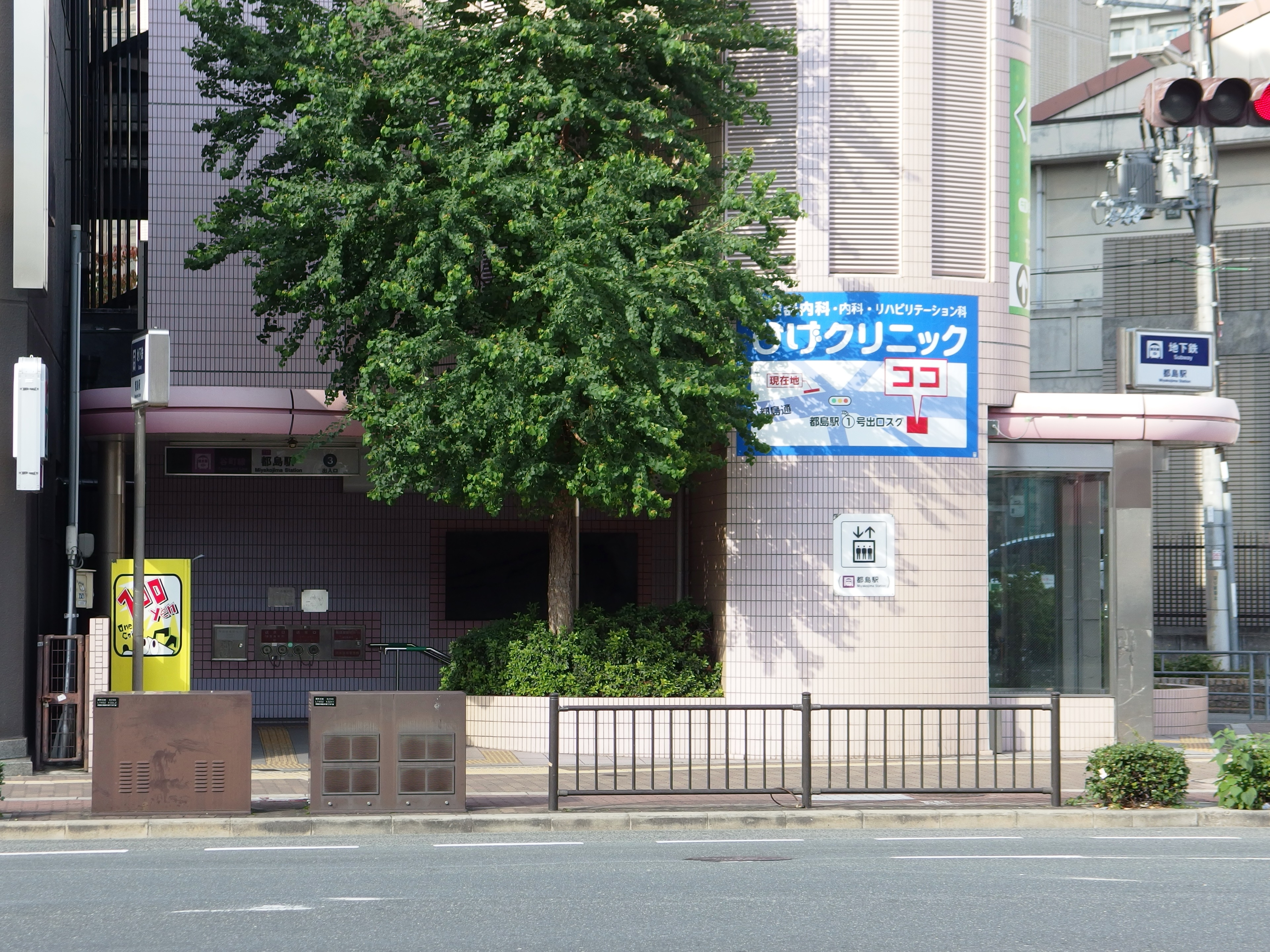
都島駅

### 鉄道
- Osaka Metro谷町線「都島駅」

### 道路
- 大阪市道大阪環状線（都島通）
- 大阪市道赤川天王寺線

## その他

### 日本郵便
- 〒534-0015[3]（集配局：都島郵便局[14]）